# Leioproctus ferrisi
Leioproctus ferrisi är en biart som först beskrevs av Rayment 1935.  Leioproctus ferrisi ingår i släktet Leioproctus och familjen korttungebin. Inga underarter finns listade i Catalogue of Life.